# Acianthera garciae
Acianthera garciae é uma espécie de orquídea (Orchidaceae) que existe na Venezuela, antigamente subordinada ao gênero Pleurothallis.

## Publicação e sinônimos
- Acianthera garciae (Luer) Pridgeon & M.W.Chase, Lindleyana 16: 243 (2001).

Sinônimos homotípicos:
- Pleurothallis garciae Luer, Monogr. Syst. Bot. Missouri Bot. Gard. 76: 173 (1999).